# آن هاردي (مصورة)
آن هاردي (بالإنجليزية: Anne Hardy)‏ هي مصورة بريطانية، ولدت في 1970.